# Verificado 2018
Verificado 2018 fue una iniciativa de periodismo colaborativo de tres meses para detectar y contrarrestar afirmaciones falsas y desinformación relacionadas con las elecciones federales de México de 2018. En ella participaron más de 90 organizaciones asociadas de todo México, incluidos medios de comunicación locales y nacionales, universidades y grupos de la sociedad civil y de defensa. Durante gran parte del tiempo, el trabajo se coordinó a través de una sala de redacción digital por un grupo central de unas 30 personas. Grupos más grandes verificaron los debates presidenciales. Durante el fin de semana de las elecciones, que se celebró el 1 de julio de 2018, los miembros trabajaron en persona en una sala de redacción física.
La participación ciudadana fue un elemento clave del trabajo de Verificado. La verificación de datos se enmarcó como «una responsabilidad compartida entre los medios, los gobiernos y los ciudadanos». Verificado tenía más de 330 000 seguidores en Facebook y Twitter, y trabajaba estrechamente con WhatsApp, una aplicación de redes sociales muy popular en México. Verificado creó una línea directa de WhatsApp donde los usuarios podían enviar mensajes para verificación y desacreditación. Más de 10 000 usuarios de WhatsApp se suscribieron a la línea directa Verificado. Durante el transcurso de las elecciones, Verificado 2018 publicó más de 400 notas y 50 videos que documentaban afirmaciones falsas, sitios sospechosos e instancias en las que las noticias falsas se volvieron virales. En su discurso público, Verificado se centró en establecer su legitimidad, ser colaborativo y utilizar el humor de maneras que fueran a la vez críticas y amistosas. Millones de personas visitaron sitios en torno a contenido verificado.: 25 
Verificado 2018 ganó el premio a la Excelencia en Colaboración y Asociaciones en los Premios de Periodismo en Línea 2018. También ganó un premio World Digital Media Award a la mejor innovación para atraer a audiencias jóvenes en 2019.

## Organización

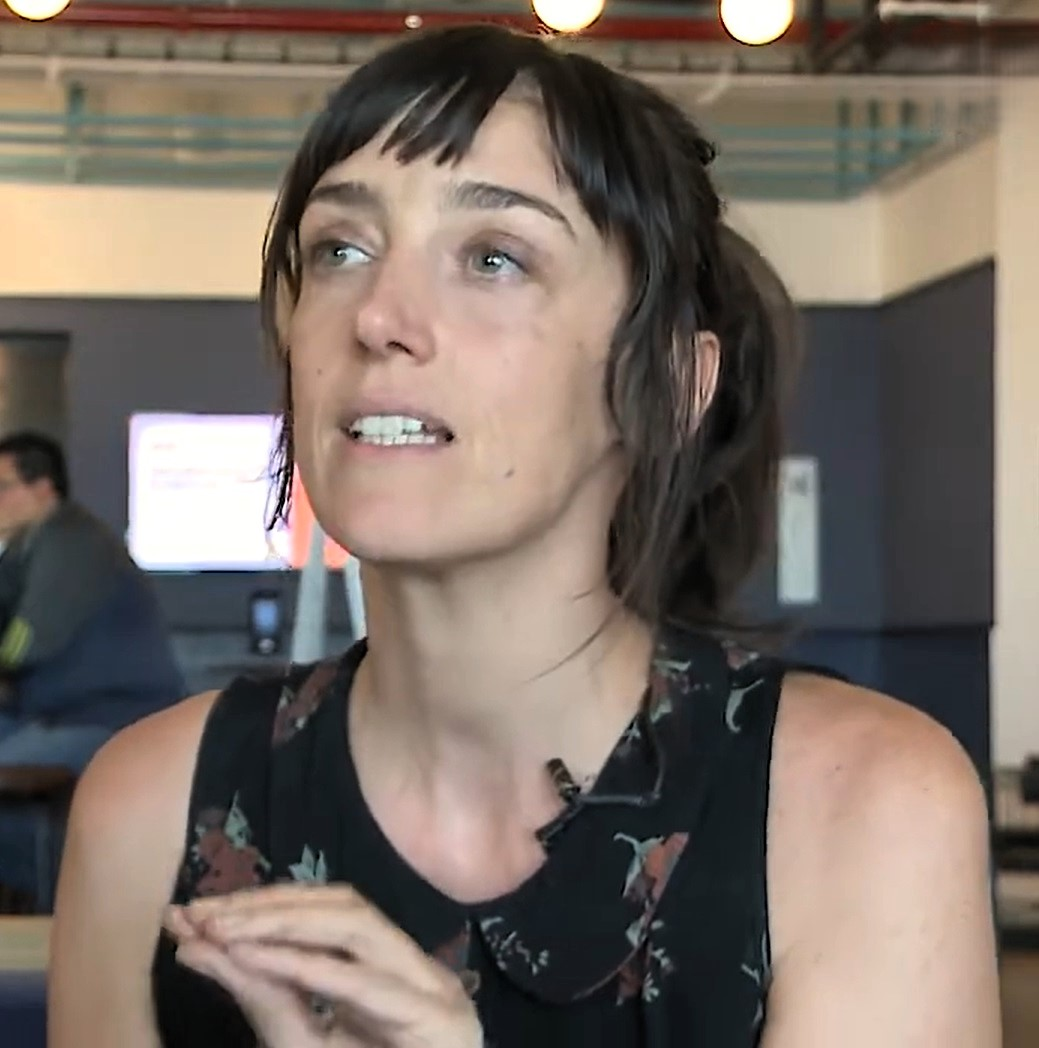
Alba Moro, productora ejecutiva de AJ+ Español, discutiendo Verificado 2018 con NotimexTV.

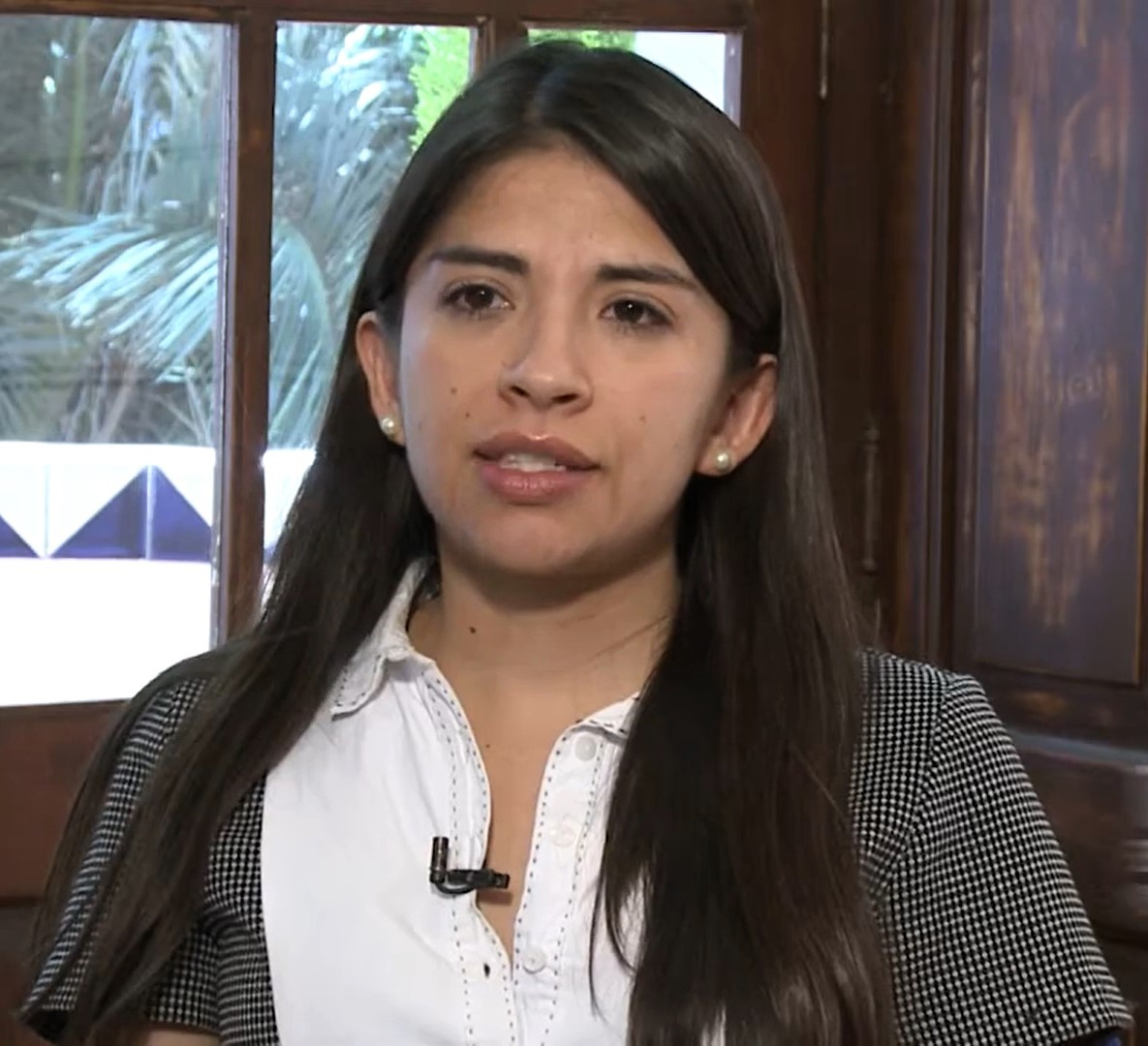
Tania Montalvo, editora jefe de Animal Político, discutiendo Verificado 2018 con NotimexTV.

El enfoque de sala de prensa emergente (o pop-up newsroom en inglés) tiene como objetivo crear una sala de prensa temporal en torno a un evento específico, como una elección o un desastre natural. Puede utilizarse para iniciativas globales o locales. Para el proyecto Verificado 2018, organizadores de Pop-Up Newsroom, AJ+ Español y Animal Político trabajó con organizaciones de 28 de los 32 estados de los Estados Unidos Mexicanos. El 12 de marzo de 2018 se llevó a cabo un taller de lanzamiento de Verificado, al que asistieron más de 100 periodistas de todo México, no solo de la Ciudad de México. Trabajaron con Pop-Up Newsroom para diseñar flujos de trabajo para la verificación colaborativa y la producción de contenido que serían específicos para los socios comunitarios y el evento involucrado: las elecciones generales de México.
Verificado 2018 recibió el apoyo inicial del Facebook Journalism Project y Google News Initiative. Se basaron en iniciativas anteriores de verificación de datos y elaboración de informes colaborativos, como Electionland en las elecciones presidenciales de Estados Unidos de 2016 y CrossCheck en las elecciones presidenciales de Francia de 2017. También fueron influenciados por Verificado19S, una colaboración ciudadana de aproximadamente 250 voluntarios que verificaron con éxito información sobre un terremoto de magnitud 7,1 que golpeó la Ciudad de México y la Ciudad de Puebla el 19 de septiembre de 2017.
En el centro de Verificado 2018 estuvo un equipo de 30 periodistas que colaboraron a través de una sala de redacción digital. Un informe indica que la proporción de coordinadores por verificadores de datos era de aproximadamente 1:5. Entre marzo y julio de 2018, identificaron y verificaron información que les fue reportada y, de manera colaborativa, crearon y publicaron contenido educativo y de desacreditación. Verificado creó intencionalmente imágenes impactantes que fueran fáciles de leer, buscar y compartir, y utilizó técnicas de redes sociales para abordar la desinformación donde ocurría. Para verificar los debates electorales se formaron grupos más grandes. Durante el fin de semana electoral, los periodistas trabajaron juntos en un espacio físico.
El equipo de Verificado 2018 utilizó herramientas de comunicación como Slack y herramientas de verificación colaborativa como Check by Meedan. Check funcionó como una base de datos central del proyecto, brindando a los miembros del equipo un flujo de trabajo colaborativo para seleccionar, anotar y verificar contenido. El contenido fue seleccionado para verificación en función de la probabilidad de que pudiera comprobarse y su nivel de interés público. Se utilizó Check para rastrear la asignación de personal a diferentes pasos y evitar la duplicación de esfuerzos. Los editores senior asignaron un estado final como Verdadero, Falso o Engañoso a cada afirmación. Otras herramientas incluyeron CrowdTangle, TweetDeck y Krzana. Las rutas de verificación del flujo de trabajo y el uso de herramientas se adaptaron a los tipos de contenido involucrados. Para verificar un vídeo y una cadena de WhatsApp, por ejemplo, se necesitarían pasos diferentes.
Los noventa socios de Verificado incluyeron televisiones, periódicos nacionales y locales, radio, grupos de la sociedad civil y de defensa y académicos de todo México. El papel desempeñado por las organizaciones fue variado. Por ejemplo, una pequeña sala de prensa local como Monitor Expresso se dedicaba a verificar datos y reportear información local. Una gran emisora como Televisa se centró en publicar el contenido de Verificado para su amplia audiencia. Al trabajar con académicos y expertos en la materia, así como con periodistas tradicionales, Verificado 2018 pudo aportar información y experiencia a una amplia gama de cuestiones y responder rápidamente.
En una cultura en la que tanto los medios de comunicación como el gobierno eran objeto de desconfianza por ser partidistas y corruptos, donde había altos niveles de violencia relacionada con las elecciones y donde la desinformación se usaba ampliamente para confundir e influir en los lectores, Verificado 2018 fue transparente sobre su estructura organizativa, su financiación y su metodología de informes. Verificado se legitimó como fuente de información a través de su divulgación de información, su asociación con socios confiables y su interacción con usuarios que se convirtieron en participantes activos en lugar de receptores pasivos de información. Sus procesos para validar afirmaciones fueron delineados clara y públicamente en un árbol de decisiones para investigar la verificación de hechos. Las notas tomadas durante el proceso de verificación estaban disponibles públicamente. Verificado 2018 también definió y controló claramente su marca y cómo podría usarse, para garantizar que las personas pudieran identificar fuentes autorizadas y supieran en quién confiar.

Verificado 2018 señaló prácticas como la «declaracionitis», la publicación de declaraciones de personajes públicos sin análisis, al considerar que esa forma de proceder implica olvidar un elemento básico en el periodismo: corroborar la información que se publica.
Galarza-Molina, 2020.

### Redes sociales
Verificado 2018 colaboró estrechamente con WhatsApp, una aplicación de mensajería privada muy popular en México que suelen utilizar los miembros de la familia. Los usuarios de WhatsApp podrían enviar mensajes a una línea directa de Verificado para su verificación y desacreditación. Esto permitió a Verificado 2018 detectar rápidamente los temas de tendencia. Verificado también tenía más de 330 000 seguidores en Facebook y Twitter. Los usuarios de las redes sociales podrían utilizar el hashtag #QuieroQueVerifiquen.

Primero hicimos que la verificación de hechos y la comprobación de datos estuvieran en las redes sociales ... Hicimos que el contenido de verificación fuera compartible, lo hicimos novedoso, lo hicimos visualmente atractivo y lo llevamos a las redes sociales de manera nativa.
Diana Larrea Maccise, 2019

El tono de Verificado en las conversaciones en las redes sociales fue a menudo humorístico, utilizando memes y emojis de forma amistosa. Verificado enfatizó la importancia de un tono civil y amigable. Por ejemplo, intervino en una discusión en Twitter con «Oigan, oigan, no peleen [emoji llorando]. Estas discusiones son más divertidas y agradables cuando nos tratamos bien». Si bien los informes de Verificado eran científicos y se basaban en hechos, Verificado también utilizaba el humor para comprender y simpatizar con sus lectores respecto de las fallas de comunicación familiar y las deficiencias en las prácticas periodísticas y políticas. Este llamado a la acción se acompañó con un meme de poner los ojos en blanco: «¿Tu familia volvió a compartir noticias falsas en su grupo de WhatsApp? ¡No te preocupes! Envíanos tus sugerencias con el hashtag #QuieroQueVerifiquen».
Un aspecto importante de Verificado 2018 fue la educación de los propios lectores en técnicas para detectar falsedades. Verificado educó al público sobre temas como cómo verificar contenido en línea, cómo funcionaban los bots y cómo funcionaba el proceso electoral. Este contenido fue muy popular. Un vídeo sobre cómo realizar una búsqueda inversa de imágenes en tu teléfono recibió más de 1 millón de visitas en Facebook. Los espectadores pudieron identificar imágenes que no coincidían con las afirmaciones que se estaban utilizando para respaldar. Otra de las publicaciones educativas de Verificado enseñó a los lectores a distinguir la información oficial de Verificado de la información falsificada.

### Debates presidenciales
Durante los debates presidenciales, Verificado verificó los datos de los participantes. Una nota de verificación del primer debate presidencial, que verificó cifras entregadas por Ricardo Anaya, se hizo viral con el hashtag #mientocomoAnaya. Para el tercer debate se formaron equipos de aproximadamente 20 personas cada uno para abordar reclamos en tres áreas: educación y ciencia; desarrollo económico y pobreza; y salud, sostenibilidad y cambio climático. Los subgrupos dentro de cada equipo siguieron a políticos individuales. Transcribieron declaraciones, identificaron afirmaciones que debían verificarse y trabajaron en grupos para encontrar información y verificar afirmaciones. Durante el tercer debate se eligieron alrededor de 40 afirmaciones para ser verificadas. Las respuestas de Verificado aparecieron a lo largo de la semana siguiente. La información relacionada con el debate generó algunos de los mayores números de visitas a las páginas en las redes sociales durante el período previo a las elecciones.

### Cobertura del día de las elecciones
A medida que se acercaba el día de las elecciones, la desinformación se centró cada vez más en los procesos de votación (cómo y dónde votar) y el derecho a votar (delitos electorales y supuestas prohibiciones a la hora de votar).: 25  Entre las narrativas falsas se encontraban instrucciones engañosas sobre cómo marcar las papeletas, rumores de que las personas podían votar en nombre de sus familiares fallecidos y rumores de inseguridad en las papeletas. Por ejemplo, los desinformadores aconsejaron a los votantes que marcaran las casillas de dos candidatos para que un tercero no fuera elegido, una táctica que habría anulado su voto y fortalecido al tercer candidato si hubieran seguido el consejo de los desinformadores.

## Impacto
La línea directa de Verificado 2018 permitió a los usuarios de WhatsApp enviar mensajes para verificación y desacreditación. Más de 10 000 usuarios se suscribieron a la línea directa de WhatsApp de Verificado. En su primera semana, el grupo recibió más de 18 000 mensajes y respondió 13 800 de ellos. Durante el transcurso del proyecto se produjeron más de 60 000 interacciones.
El grupo investigó afirmaciones y declaraciones políticas en línea y publicó verificaciones conjuntas. Durante el transcurso de las elecciones, produjeron más de 400 notas, 100 elementos visuales y 50 videos, rastreando instancias en las que las noticias falsas se volvieron virales y documentando afirmaciones falsas y sitios sospechosos. Verificado.mx recibió 5.4 millones de visitas durante la elección, y las organizaciones asociadas que compartieron y referenciaron el contenido de Verificado registraron millones más.: 25 
Entre los casos de desinformación que Verificado corrigió se encuentran un informe falso sobre renuncias masivas de trabajadores de casillas electorales en el Estado de México, facturas falsas que pretendían ser pagos a una estrella pop mexicana y la edición fuera de contexto de un video que sugería que Ricardo Anaya había aceptado la derrota en las elecciones.
La iniciativa Verificado 2018 ha sido descrita como un modelo para futuras iniciativas de verificación de datos.

Verificado no sólo demostró que las afirmaciones pueden ser objeto de arbitraje, sino también que las estructuras organizativas innovadoras, en particular la colaboración entre periodistas y el público, pueden ofrecer a los periodistas mayores niveles de independencia y autonomía. Además, esta estructura combatió la instantaneidad y el alcance de la desinformación al incorporar el trabajo de la audiencia a su flujo de trabajo.
Martínez-Carrillo, 2019.